# Procul a Iove, procul a fulmine
Procul a Iove, procul a fulmine лат. (изговор:прокул а Јове, прокул а фулмине). Далеко од Јупитера, далеко од грома.

## Значење
Они који су далеко од Јупитера, мисли се бога, далеко су од грома, мисли се опасности. Изложеност општем суду, и одговорност оних који владају, чине по њих увећани ризик опасности. Што су људи даљи од бога, мање су важни и мање обавезни.

## О времену у коме настаје
Изрека увијек говори више него што је наумила. Она увијек, посредно, говори и о времену у коме је настала. Богати, моћни владари-апсолутисти, надмоћно и без скрупула, по „природном праву“ кога су сами одредили, владају над потлаченом робовском већином. Располажу њиховим животима, узурпирајући тако једину њихову имовину.  Себе уздижу међу божанства, тако се сами осјећају, тако их доживљавају, и тако им се обраћају.Успоставља се хијерархијски ред: бог, фараон-цар-император, високи државни службеници и остали богати, па на крају слободни грађани и огроман број обесправљених робовa, кметова ... Тако су највиши и најбогатији постали ближи боговима,а због моћи коју посједују и одговорнсти управљања сопственом државом, и ближи рзиику да их "гром" погоди.  Изрека говори, посредно, такође и о томе да је морална обавеза оних који су тада владали, бар према сопственој држави с којом су се идентификовали,  била нешто другачија него у оних који данас владају.

## Изрека у српском језику
Иван Гундулић, српски пјесник из Дубровника, у свом дјелу Осман каже:
| „ | У висоцијех гора врхе најприје огњен тријес удари! | ” |